# Grenzzyklus

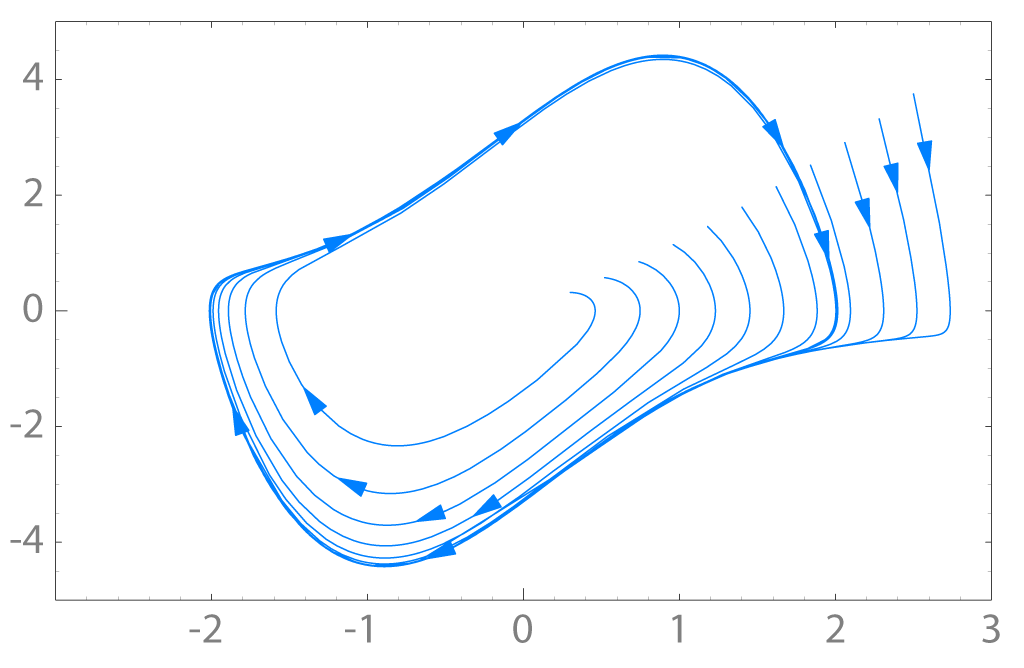
Grenzzyklus des Van-der-Pol-Oszillators

Ein Grenzzyklus oder Limit Cycle ist in der Mathematik und der Theorie dynamischer Systeme eine isolierte periodische Lösung eines autonomen Differentialgleichungssystems.
Betrachtet man die Lösungen des Differentialgleichungssystems als Kurven im Phasenraum, so ist der Grenzzyklus eine geschlossene Kurve (Zyklus), auf die benachbarte Trajektorien im Grenzwert unendlicher Zeit zulaufen oder von der sie sich entfernen:
- Laufen benachbarte Trajektorien im Grenzwert unendlicher Zeit auf den Grenzzyklus zu, so ist der Grenzzyklus ein eindimensionaler Attraktor und wird stabil genannt.
- Entfernen sich benachbarte Trajektorien dagegen im Grenzwert unendlicher Zeit (bzw. laufen im Grenzwert unendlich negativer Zeit auf den Grenzzyklus zu), so ist der Grenzzyklus ein eindimensionaler Repellor bzw. negativer Attraktor und wird instabil genannt.

Falls benachbarte Lösungen selbst auch periodische Lösungen sind, so handelt es sich nicht um einen Grenzzyklus, da er keine isolierte periodische Lösung darstellt.
In der Ebene macht der Satz von Poincaré-Bendixson Aussagen über die Existenz von Grenzzyklen. Grenzzyklen wurden zuerst von Henri Poincaré studiert.
Bei konservativen dynamischen Systemen und speziell dynamischen Systemen {\displaystyle {\frac {\mathrm {d} {\vec {x}}(t)}{\mathrm {d} t}}={\dot {\vec {x}}}(t)=F({\vec {x}}(t))}, in denen sich F als Gradient einer Potentialfunktion ausdrücken lässt, gibt es keine Grenzzyklen.

## Offenes Problem
Der zweite Teil des 16. Hilbertproblems fragt nach einer oberen Grenze für die Anzahl der Grenzzyklen (und Aussagen über ihre relative Lage) für autonome Differentialgleichungssysteme in der Ebene
{\displaystyle {\begin{aligned}{dx \over dt}&=P(x,y)\\{dy \over dt}&=Q(x,y)\end{aligned}}}
wobei P, Q Polynome vom Grad n sind.
Das Problem wurde auch von Stephen Smale in seine Liste offener Probleme aufgenommen, der es neben der Riemann-Vermutung für das am wenigsten greifbare der Hilbertprobleme hält. Smale schränkte das Problem weiter ein: P und Q seien Polynome vom maximalen Grad d; gibt es eine obere Schranke {\displaystyle d^{q}} für die Anzahl der Grenzzyklen mit einer universellen Konstante {\displaystyle q}? Bekannt ist, dass die Anzahl endlich ist (Juli Iljaschenko, Jean Écalle, nach Vorarbeiten von Henri Dulac).

## Einführung anhand zweier Beispiele

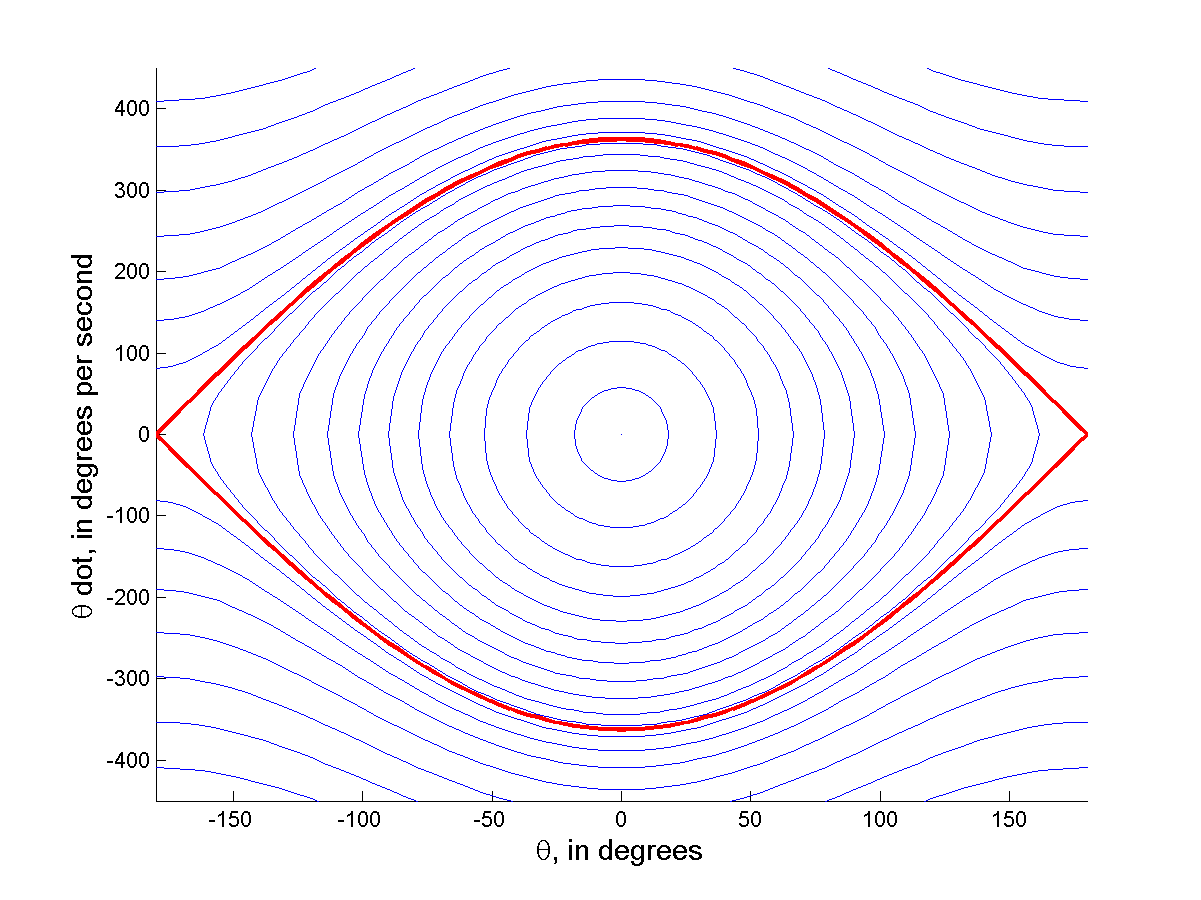
Gegenbeispiel: Phasenraumportrait eines Pendels mit rot eingezeichneter Separatrix

Dynamische Systeme sind Systeme autonomer Differentialgleichungen der Form:
{\displaystyle {\frac {\mathrm {d} {\vec {x}}(t)}{\mathrm {d} t}}={\dot {\vec {x}}}(t)=F({\vec {x}}(t)),\ \ \ \ \ \ {\vec {x}}(t)\in \mathbb {R} ^{n}}
Die Lösung dieser Differentialgleichungen werden Trajektorien {\displaystyle {\vec {x}}(t)} genannt und beschreiben das Verhalten/die Entwicklung des Systems in der Zeit t. In der Theorie dynamischer Systeme ist die asymptotische Stabilität solcher Lösungen von Interesse, also ihr Verhalten im zeitlichen Grenzwert {\displaystyle t\rightarrow \infty }. Ergeben sich im genannten Grenzwert oszillierende Lösungen des Systems, so spiegeln sie sich als zyklische, geschlossene Kurve in diesem Phasenraum wider; sie wird Grenzzyklus genannt.
Wenn sich andere Trajektorien (mit unterschiedlichen Startbedingungen) dieser geschlossenen Kurve für große Zeiten t immer weiter annähern („hineinspiralen“), so handelt es sich um einen Attraktor („Anzieher“) bzw. stabilen Grenzzyklus. Ein klassisches Beispiel hierfür ist der Van-der-Pol-Oszillator, dessen Phasenraumportrait in obiger Abbildung gezeigt ist.
Entfernen sich alle Trajektorien für {\displaystyle t\rightarrow \infty } vom Grenzzyklus, so wird er instabil oder auch Repeller genannt.
Ein einfaches mathematisches Pendel hingegen hat zwar periodische Trajektorien, aber keinen Grenzzyklus. Das sieht man in nebenstehender Abbildung daran, dass sich keine Trajektorien an die Zyklen annähern bzw. von ihnen entfernen, d. h. die Zyklen nicht isoliert auftreten. Nicht isoliert bedeutet hier, dass in jeder Umgebung eines Zyklus wieder andere Zyklen liegen.

## Stabilität

Poincaré-Abbildung eines Grenzzyklus und benachbarter Trajektorien. Der Grenzzyklus durchstößt im blau dargestellten Poincaré-Schnitt nach einer bestimmten Periode immer wieder den gleichen Punkt, dieser Punkt ist ein Fixpunkt der Poincaré-Abbildung (auch Poincaré return map genannt). Der Abstand der Durchstoßpunkte von Trajektorien, die dem Grenzzyklus benachbart sind, nimmt dagegen ab, wenn der Grenzzyklus stabil ist, bzw. er nimmt zu, wenn der Grenzzyklus instabil ist.

Die Stabilität eines Grenzzyklus der Periode T wird durch seine Floquet-Multiplikatoren bestimmt.
Der Grenzzyklus entspricht einem Fixpunkt in der Poincaré-Abbildung. Die Poincaré-Abbildung gewinnt man durch einen Schnitt (Poincaré-Schnitt) im Phasenraum, so dass der Grenzzyklus die Schnittebene senkrecht mit seiner Periode durchstößt (siehe blaue Schnittebene in nebenstehender Abbildung).
Die Stabilität des Grenzzyklus entspricht nun der Stabilität des Fixpunktes seiner Poincaré-Abbildung P.
Sei x* der Fixpunkt von P, so gilt {\displaystyle Px^{*}=x^{*}}.
Für einen Punkt x, der nahe am Fixpunkt liegt, also {\displaystyle x=x^{*}+\delta x}, gilt nun die Abbildung
{\displaystyle Px(k)=x(k+1)}
mit k dem k-ten Durchstoßen des Poincaré-Schnittes.
Unter der Annahme, dass {\displaystyle \delta x} klein ist, kann P in der Nähe von x* als linear angenommen werden (DP(x*) ist die Jacobimatrix von P an x*), und es folgt
{\displaystyle DP(x^{*})\delta x(k)=\delta x(k+1)}.
Die Eigenwerte {\displaystyle m_{i}} von DP(x*) bestimmen nun die Stabilität von x* und werden Floquet-Multiplikatoren des Grenzzyklus genannt. Einer der Floquet-Multiplikatoren ist immer 1 und entspricht der Richtung der Bewegung auf dem Grenzzyklus; dieser Multiplikator wird Goldstone Mode genannt.
- falls alle anderen Multiplikatoren vom Betrag her kleiner 1 sind (d. h. {\displaystyle |m_{i}|<1} für alle i außer dem Goldstone Mode), so ist der Grenzzyklus asymptotisch stabil;
- falls {\displaystyle |m_{i}|>1} ist für alle i außer dem Goldstone Mode, so ist der Grenzzyklus instabil.

Neben stabilen und instabilen Grenzzyklen gibt es auch semistabile Grenzzyklen, d. h. außen liegende Trajektorien spiralen auf den Grenzzyklus zu und innen liegende spiralen von ihm weg (oder umgekehrt).

## Hopf-Bifurkation

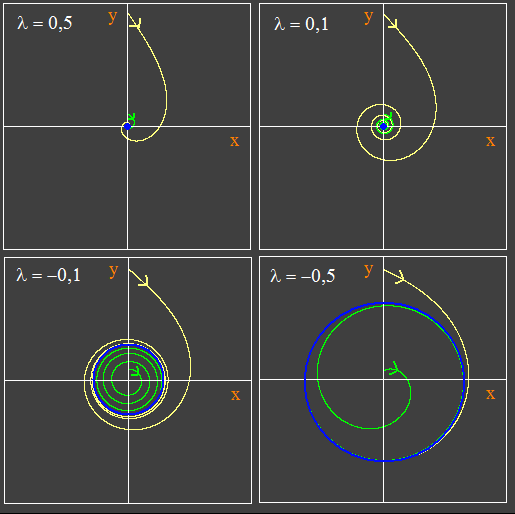
Der Parameter wird verändert. In den beiden oberen Fällen spiralen beide Trajektorien in einen Fixpunkt, bei negativem Parameter (untere Bilder) spiralen die beiden Trajektorien auf einen Grenzzyklus zu. Bei einem bestimmten Parameterwert von zwischen −0,1 und 0,1 ist aus dem stabilen Fixpunkt ein stabiler Grenzzyklus entstanden, dieser Punkt wird Hopf-Bifurkation genannt.

Grenzzyklen entstehen generisch aus Hopf-Bifurkationen. Betrachtet man eine Lösung eines Systems von Differentialgleichungen mit einem freien Parameter und verändert diesen stetig, so können Bifurkationspunkte auftreten, d. h. die betrachtete Lösung verändert sich qualitativ. Aus einem Fixpunkt kann so ein Grenzzyklus entstehen und andersherum.
Ein Beispiel ist das Anschalten eines Lasers:
- Solange der Pumpstrom unterhalb des Schwellstroms {\displaystyle p_{th}} liegt, leuchtet der Laser nicht, d. h. das ausgestrahlte elektrische Feld ist {\displaystyle {\vec {E}}(t)=0} und ein stabiler Fixpunkt.
- Sobald der Schwellstrom jedoch überschritten wird, fängt der Laser an zu leuchten, es gilt {\displaystyle {\vec {E}}(t)\propto e^{i\omega t}} und es handelt sich hier um einen stabilen Grenzzyklus mit der Periode {\displaystyle 2\pi /\omega }. Die bei {\displaystyle p_{th}} auftretende Bifurkation ist daher eine superkritische Hopf-Bifurkation.

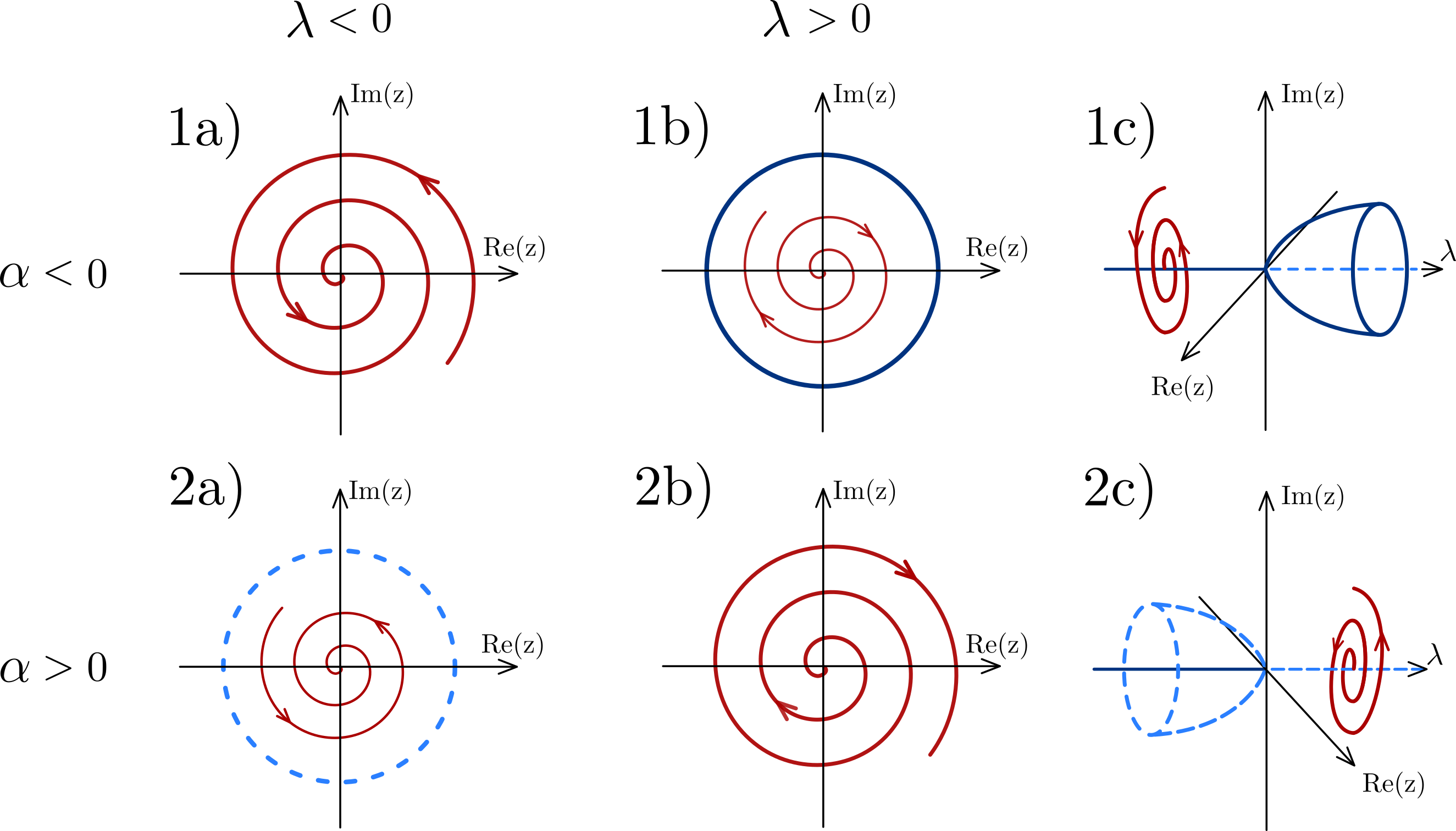
Phasenraum der Hopf-Bifurkation. Mögliche Trajektorien in Rot, stabile Strukturen in Dunkelblau, instabile Strukturen in gestricheltem Hellblau. Das Auftreten eines Grenzzyklus' und dessen Stabilität hängen ab von der Parameterwahl.

## Anwendung
Grenzzyklen werden in vielen naturwissenschaftlichen Modellen von Systemen mit selbsterhaltenden Oszillationen verwendet. Einige Beispiele:
- Das Hodgkin–Huxley-Modell für neuronale Aktionspotenziale.
- Das Sel'kov-Modell für Glykolyse.[6]
- Die täglichen Hormon- und Temperaturschwankungen von Tieren.[7][8]
- Die Migration von Krebszellen in begrenzten Mikroumgebungen.[9]